# ダイハツ・コンパーノ
コンパーノ（Compagno）は、日本の自動車メーカー・ダイハツ工業が1963年から1970年まで販売していた乗用車及び商用車である。

## 概要
オート三輪メーカーとして業界トップの座を東洋工業（現・マツダ）と争っていたダイハツ工業が、今後の成長分野として期待された乗用車市場に進出した第一作で、最初のプロトタイプは1961年秋の第8回全日本自動車ショウで発表された。しかし、このプロトタイプのフロントデザインはイタリアの中型車フィアット・1800/2100に酷似しており、小型大衆車のスタイルとしてはいかにもアンバランスで、一般にも不評であった。
この反省を踏まえ、ダイハツは翌年の第9回東京モーターショーに、改良を加えたライトバンのプロトタイプを出品した。イタリアのカロッツェリア・ヴィニャーレに委嘱されたスタイリングは前年のプロトタイプとは全く異なり、一挙に美しいイタリアン・デザインとなった。その生産型として1963年4月に発売されたのが、「ダイハツ・コンパーノ・ライトバン」である。

## メカニズム
コンパーノは技術的には保守的な設計をとっていた。特に、すでに他社の乗用車では既にモノコックボディが一般化していた時代にも関わらず、梯子型フレームを採用していた。そのため車両重量は755kgと比較的重く、当初搭載されていたOHV 800 cc 41馬力エンジン（FC型）では最高速度110 km/hに留まった。
一方、ギアボックスが当初から全車4速フルシンクロだったり、オプションでフロアシフトが選択できたこと、日本で初めて機械式燃料噴射システムを搭載したことなどは先進的であった。
また、梯子型フレームは4人乗りのオープンカーやピックアップトラックといった派生車種を設計するのには好都合だった。

## 型式 F30/31/40/41型（1963年-1969年）
- 1963年4月 - 「コンパーノ・ライトバン」発売。型式は「F30V」。スタンダードとデラックスがありで、当時の価格はスタンダードで47万円。
  - 6月 - 「コンパーノ・ワゴン」発売。型式は「F30」。バンのデラックス版に相当。ダイハツ初の四輪乗用車となった。価格57万円。
  - 11月 - 「コンパーノ・ベルリーナ」発売。型式は「F40」。当初は2ドアのみの発売。乗用車化はダイハツの自社設計。上方が根元より太く、ウインカーが埋め込まれたセンターピラーが特徴的[注釈 2]。デラックスの内装は木目パネルやナルディ型ウッド調3スポークステアリングなどでイタリア風に演出されていた。価格はデラックスで54万8,000円、スタンダードは46万8,000円。当時セダンは一般には単に「ベルリーナ」と呼ばれることが多かった。
- 1965年4月 - 「コンパーノ・スパイダー」発売。型式は「F40K」。前年10月に開催された第11回東京モーターショーに出品された2ドアコンバーチブルの生産化である。エンジンを998ccに拡大（FE型）、ツインキャブで最高出力65馬力・最大トルク7.8kgmとし、最高速度は145km/hとなった。フレームを持つため設計変更は比較的容易で、ファミリーユースにも使える4人乗りであることをアピールポイントとした。
  - 5月 - スパイダーと同じ998ccにシングルキャブを装着し55馬力とした「コンパーノ・1000」（F41型）を追加。以後のコンパーノは商用車も含めこちらが主力となり、当初の800ccエンジンは廉価版の一部にのみ残されるのみとなった。同時にベルリーナにホイールベースを60mm延長した4ドアセダン（F31型）を追加。4ドアは最初から1,000ccのみであった。
  - 10月 - ニューライントラックの事実上の後継車種となる500kg積みピックアップトラックの「コンパーノ・トラック」（F31P型）発売。ちなみにホイールベースは4ドアセダンと同一でこちらも排気量は1,000ccのみであった。
  - 11月 - ベルリーナ2ドアにスポーティ仕様の「コンパーノ・1000GT」（F41型）を追加。エンジンはスパイダーと共通であった。
- 1967年4月 - 2速コラムシフトのAT車発売。
  - 6月 - マイナーチェンジ実施。ヘッドランプ・テールランプ大型化、フロントグリル変更。最上級グレード「4ドア・スーパーデラックス」追加。スパイダーとGTのフロントにはディスクブレーキが装備された。車体も前後フェンダーのプレス形状が変更され、生産効率が高められた。また、機械式燃料噴射でやはり65馬力を発する「1000GTインジェクション」が追加された[注釈 3]。
- 1968年4月 - 最後のマイナーチェンジでフロントグリルの変更。ファミリーグレードもスパイダーやGT同様のブラックグリルとなり、スーパーデラックスのリアエンドには派手なガーニッシュが装着された。
- 1969年4月 - 後継車種として、KP30系パブリカと共通の車体にダイハツ製1,000ccエンジンを搭載するダイハツ・コンソルテ(当初は「コンソルテ・ベルリーナ」と呼ばれた)登場。トヨタ自動車との業務提携により、ダイハツは小型乗用車の自主開発を休止することとなった[注釈 4]。コンソルテは2ドアセダンのみの設定で、スパイダー・ワゴンのみならず、パブリカには存在したバン・ピックアップも姿を消した[注釈 5]。ただし、コンパーノベルリーナの4ドア・スーパーデラックスのみが一年近く受注生産で販売継続（1970年1月まで）となった。

## 車名の由来
「コンパーノ」はイタリア語で「仲間」という意味。「ベルリーナ」（Berlina）は同じくイタリア語で「セダン型自動車」を意味する。
2019年に発売された小型クロスオーバーSUVである2代目ロッキーでは、コンパーノから由来した「コンパーノレッド」というボディカラーが存在し、その後、ダイハツが発売する他の車種にも設定されている。

## その他
1964年の東京五輪に際しては、聖火リレーに合わせて6月12日から9月22日にかけてアテネ～東京間をハイラインとともに伴走した。
1965年に日本車で初めて英国に正規輸出された乗用車である。8台が持ち込まれ、販売は同国のデュファイ・モータースが行った。